# Zethera parnassia
Zethera parnassia är en fjärilsart som beskrevs av Felder 1863. Zethera parnassia ingår i släktet Zethera och familjen praktfjärilar. Inga underarter finns listade i Catalogue of Life.